# Molophilus illperippa
Molophilus illperippa là một loài ruồi trong họ Limoniidae. Chúng phân bố ở miền Australasia.